# Philadelphia Experiment II
Pour les articles homonymes, voir Philadelphia.
Série
Philadelphia Experiment
(1984)
Pour plus de détails, voir Fiche technique et Distribution.
Philadelphia Experiment II est un film de science-fiction américain réalisé par Stephen Cornwell, sorti en 1993. Même si la distribution est différente, ce film est la suite de Philadelphia Experiment, sorti en 1984.

## Synopsis
En 1943, l'expérience de Philadelphie, visant à soustraire un navire à la détection radar, s'était conclue par un désastre. David Herdeg en est le seul survivant. Il a cependant fait un bond de quarante ans dans le futur. Depuis dix ans, il tente de mener une vie normale et est même devenu père. Son existence est perturbée lorsqu'en 1994, le docteur William Mailer utilise une technologie similaire. Pour satisfaire sa soif de pouvoir, il utilise un vortex temporel pour envoyer une bombe nucléaire en 1943. Il veut ainsi aider l'Allemagne nazie à triompher des Alliés et ainsi changer le cours de la Seconde Guerre mondiale et de l'Histoire. Avec l'aide des rebelles, David va tenter de retrouver le générateur temporel pour retourner en 1943 et de déjouer les plans de Mailer.

## Fiche technique
Sauf indication contraire, les informations mentionnées dans cette section peuvent être confirmées par la base de données cinématographiques IMDb,  présente dans la section « Liens externes ».
- Titre français et original : Philadelphia Experiment II
- Réalisation : Stephen Cornwell
- Scénario : Kevin Rock et Nick Paine, d'après une histoire de Kim Steven Ketelsen et Kevin Rock, d'après certains personnages créés par Wallace C. Bennett et Don Jakoby
- Musique : Gerald Gouriet
- Photographie : Rohn Schmidt
- Montage : Nina Gilberti
- Décors : Armin Ganz
- Costumes : Eileen Kennedy
- Direction artistique : Kirk M. Petruccelli
- Production : Douglas Curtis et Mark Levinson
  - Producteurs délégués : Mark Amin, Paul Hellerman
- Société de production : Trimark Pictures
- Distribution :  Trimark Pictures
- Genre : science-fiction, drame, anticipation
- Durée : 97 minutes
- Pays de production :  États-Unis
- Langue originale : anglais
- Budget : 5 000 000 $ (estimation)[1]
- Format : couleur - 2.35:1 - 35 mm - son Dolby SR
- Date de sortie[2] :
  - États-Unis : 12 novembre 1993 (à New York)

## Distribution
- Brad Johnson : David Herdeg
- Marjean Holden : Jess
- Gerrit Graham : Dr. William Mailer / Friedrich Mahler
- John Christian Graas : Benjamin Herdeg
- Cyril O'Reilly : Decker
- Geoffrey Blake : Logan
- Lisa Robins : Scotch
- David Wells : Pinstripes
- Al Pugliese : Coach
- James Greene : Professeur Longstreet

## Anecdote
On peut apercevoir l'affiche du film dans un passage de L'Appât de Bertrand Tavernier.